# 默納德縣 (德克薩斯州)
默納德縣（英語：Menard County）是美國德克薩斯州中部的一個縣。面積2,337平方公里。根据美國2000年人口普查，共有人口2,360人。縣治默納德（Menard）。
成立於1858年1月22日，縣政府成立於1871年5月8日。縣名紀念《德克薩斯獨立宣言》簽署者之一、加爾維斯敦的建立者、德克薩斯共和國國會議員米歇爾·B·默納德（Michel Branamour Menard）。